# Idister mendax
Idister mendax är en skalbaggsart som beskrevs av Lewis 1906. Idister mendax ingår i släktet Idister och familjen stumpbaggar. Inga underarter finns listade i Catalogue of Life.